# Dominique Peyroux

a Compétitions nationales et continentales officielles uniquement.

b Matchs officiels uniquement.
Diominique Peyroux, né le 21 août 1987 à Auckland (Nouvelle-Zélande), est un joueur néo-zélandais, international cookien et international samoan de rugby à XIII évoluant au poste d'ailier, de centre, de deuxième ligne ou de troisième ligne dans les années 2010. Il fait ses débuts professionnels en National Rugby League (« NRL ») en 2013 aux Titans de Gold Coast. il rejoint en 2013 les Warriors de New Zealand. En 2016, il change de championnat et rejoint St Helens en Super League avec lequel il dispute une finale de Challenge Cup en 2019. Il prend part également à la Coupe du monde 2013 sous les couleurs des Îles Cook.

## Palmarès
- Collectif :
  - Vainqueur de la Super League : 2019 et 2020 (St Helens).
  - Vainqueur du Championship : 2021 (Toulouse).
  - Finaliste de la Challenge Cup : 2019 (St Helens).
  - Finaliste du Championship : 2023 et 2024 (Toulouse).